# Algirdas Antanas Avižienis
Algirdas Antanas Avižienis (* 8. Juli 1932 in Kaunas) ist ein litauischer Informatiker und Professor, Rektor der Vytauto Didžiojo universitetas.

## Leben
Sein Vater Antanas Avižienis war Oberst im Generalstab Litauens. 1940 emigrierte die Avižienis-Familie aus Anykščiai und von 1944 bis 1950 lebte er in Deutschland. 1949 absolvierte Algirdas das litauische Gymnasium in Hanau.
Ab 1950 lebte die Avižienis-Familie in Chicago in den USA. Ab 1951 absolvierte Algirdas das Bachelor- und Masterstudium des Elektroingenieurwesens an der University of Illinois und 1960 promovierte er in Informatik.
Ab 1962 lehrte er an der University of California in Los Angeles (UCLA).
Er ist insbesondere bekannt für fehlertolerante Computersysteme und fehlertolerantes Rechnen (sowohl auf Hardware- und Systemebene als auch auf Software-Ebene).
Ab 1990 ist er Mitglied von Lietuvos mokslų akademija. Er war einer der Wiedergründer der Vytauto Didžiojo universitetas (VDU) und von 1990 bis 1993 deren Rektor. 1992 und 2002 war er Mitglied im Rat der Stadtgemeinde Kaunas.
Seit 2012 ist A. A. Avižienis Ehrenbürger der Rajongemeinde Anykščiai.
2012 erhielt er den Eckert-Mauchly Award für grundlegende Beiträge zu fehlertoleranter Computerarchitektur und Computerarithmetik. Er ist Fellow der IEEE, erhielt 1979 den AIAA Information Systems Awrd, 1980 die NASA Exceptional Service Medal, 1985 den Technical Achievement Award der IEEE Computer Society und 1986 den IFIP Silver Core Award.